# Río Pinturas
Río Pinturas – rzeka w prowincji Santa Cruz, w Patagonii, w Argentynie. Jest najważniejszym dopływem rzeki Deseado.
Źródła rzeki znajdują się w masywie Monte Zeballos na wysokości 2743 m n.p.m. Na odcinku około 100 km od źródeł Río Pinturas nosi nazwę Río Ecker. Następnie rzeka tworzy kanion zwany Cañadón Río Pinturas, w pobliżu którego znajduje się stanowisko archeologiczne Cueva de las Manos (dosłownie Jaskinia Rąk) wpisane na listę światowego dziedzictwa UNESCO.